# 罗日耶站
罗日耶站（Rogier）是布鲁塞尔地铁2、6号线与布鲁塞尔有轨电车3、4、25、55号线（准地铁）的车站，位于比利时布鲁塞尔首都大区布鲁塞尔城与圣约斯特滕诺德交界处。

## 名称
该站位于以比利时首相夏尔·罗日耶命名的夏尔·罗日耶广场下方，因而得名。